# 大久保弁太郎
大久保 弁太郎（辨太郎、おおくぼ べんたろう、1849年（嘉永2年） - 1919年（大正8年）4月5日）は、日本の政治家。実業家。徳島県つるぎ町出身。

## 経歴
大久保熊太の息子として美馬郡半田町（現在のつるぎ町）で生まれる。
大久保家が始めた半田漆器の製造を継承し、二十歳で里長となり、郷高取士より士族となり、1879年（明治12年）に高知県会議員となった。その後、徳島県会議員、同参事会員も務めた。
また自由党に属し、1898年（明治31年）に衆議院議員総選挙に出馬し当選。以来、政友会に属し1916年（大正5年）に政界を引退した。その間に勲三等を受章。
1919年（大正8年）4月5日、71歳で没する。